# A tempo
A tempo is een Italiaanse muziekterm met betrekking tot het tempo waarin een stuk of passage uitgevoerd dient te worden. Deze aanwijzing wordt gegeven indien in een muziekstuk het tempo is gewijzigd door een versnelling of vertraging en men weer terug moet naar het tempo dat gold voor de betreffende versnelling of vertraging. Als bijvoorbeeld in een muziekstuk de aanwijzing Accelerando wordt gegeven na een passage met een andantetempo en de uitvoerend muzikant(en) moet(en) later het eerdere andantetempo weer oppakken, dan wordt de aanwijzing A tempo gegeven. De aanwijzing a battuta betekent hetzelfde als 'a tempo'.
Deze aanwijzing kan gemakkelijk verward worden met de aanwijzing Tempo primo. Deze aanwijzing wordt echter gegeven als men na een tempowijziging (bijvoorbeeld van "andante" naar "allegro") weer terug moet naar het tempo dat gold voor de betreffende versnelling of vertraging. 